# Maria Fotino
Maria Fotino (* 5. Oktober 1913 in Bukarest, Rumänien; † 26. Januar 1996 ebenda) war eine rumänische Pianistin.

## Leben
Maria Fotino stammte aus einem musikalischen Familienhaus. Vater Ioan Alexandru Fotino hatte eine Professur am Bukarester Konservatorium für Musik und Deklamation, Zweig Posaune, inne. Ihre Mutter Maria Elisabeta Fotino war als Klavierlehrerin tätig. Als jüngstes von vier Geschwistern – die Brüder Vasile (1904–1954) und Ion (1908–1979) wurden Geiger und Cellist und ihre Schwester Catherine Fotino Negros (1902–1991) studierte Klavier bei Alfred Cortot und widmete sich später der Lehrtätigkeit – zeigte auch Maria sehr früh musikalisches Talent und begann 3-jährig mit dem Klavierspiel.
Fotino wurde mit acht Jahren am Bukarester Konservatorium in die Klasse von Florica Musicescu aufgenommen. Mit elf Jahren konzertierte sie erstmals öffentlich mit dem Bukarester Konservatoriumsorchester und trug Mozarts 23. Klavierkonzert in A-Dur vor, 15-jährig trat sie mit demselben Stück und dem Rumänischen Philharmonischen Orchester unter dem Dirigat vom Ion Nonna Otescu auf. In der ersten Live-Sendung des rumänischen Rundfunks am 1. November 1928 war Fotino 16-jährig mit der Klaviersuite Nr. 2 op. 10 von George Enescu zu hören. Ab 1932 studierte sie bei Edwin Fischer an der Staatlichen Akademischen Hochschule für Musik in Berlin. Fotino nahm 1933 am Internationalen Klavierwettbewerb in Wien teil und erreichte die Finalrunde, aus der ihr Kommilitone Dinu Lipatti mit der Silbermedaille hervorging. Im Jahr 1934 schloss sie ihre Klavierstudien nach dem Besuch der Klasse von Santiago Riera am Pariser Konservatorium ab.
Von 1928 an konzertierte Fotino regelmäßig in Rumänien und den angrenzenden Ostblock-Ländern. Mit Enescu und ihrem Bruder Ion Fotino trat sie von 1939 bis 1946 regelmäßig als Trio auf. Geplante Auslandstourneen des Kammermusikensembles ließen sich aufgrund der Kriegsjahre nicht realisieren. Daneben war sie ab 1941 Pianistin der rumänischen Rundfunkgesellschaft und ab 1953 als deren Solistin regelmäßig im Radio zu hören. 1973 beendete Fotino ihre Solistenkarriere. Sie unterrichtete Klavierschüler und war 1978 Jurorin beim Internationalen Tschaikowski-Wettbewerb in Moskau. Fotino konzertierte letztmals 1984 öffentlich im Athenäum in Bukarest.
Fotinos Repertoire umfasste die klassische, romantische und zeitgenössisch-rumänische pianistische Literatur. Für das 1932 gegründete rumänische Label Electrecord nahm sie bis zu ihrem Karriereende 15 Tonträger auf, die diesseits des Eisernen Vorhangs unbekannt blieben. 2005 veröffentlichte das britische Label Pearl Aufnahmen Fotinos aus dem frühen 1950er Jahren mit Werken von Scarlatti, Mozart, Schumann, Chopin und Enesco. 2013 wurde die Doppel-CD Arta Mariei Fotino mit Haydns Klaviersonaten – Studioaufnahmen aus den Jahren 1966 und 1973 – und dem 17. und 22. Klavierkonzert von Mozart mit dem Rumänischen Rundfunkorchester unter dem Dirigat von Constantin Bobescu von dem rumänischen Label Editura Casa Radio veröffentlicht. Pascal Bentoiu weist Fotinos Einspielung der Klaviersonate Nr. 1 fis-Moll op. 24 Nr. 1 von Enescu – erstmals 1958 bei Electrecord erschienen – Referenzstatus zu.